# Inferno (альбом Петры Марклунд)
Inferno —  студийный альбом шведской певицы Петры Марклунд, известной как September, вышедший в 2012 году.

## Об альбоме

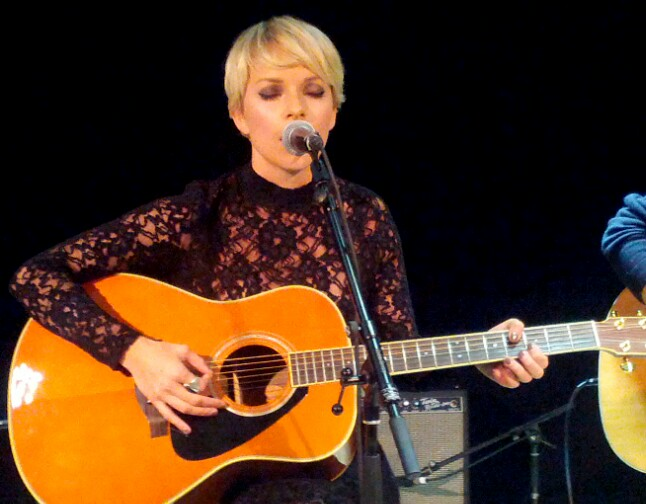
В 2012 году

Inferno — первый студийный альбом шведской певицы Петры Марклунд, выпущенный на шведском языке. Это шестой студийный альбом артистки, если учитывать её дебютный диск «Teen Queen» и четыре альбома, выпущенные под псевдонимом September («September», «In Orbit», «Dancing Shoes», «Love CPR»). В записи альбома приняли участие известные музыканты и продюсеры, включая лидера шведской рок-группы Kent Йоакима Берга, а также Даниэля Лэдински, работавшего с такими артистами, как Си Ло Грин, Йонна Ли, Firefox AK и Adiam Dymott. Также в создании альбома участвовал продюсер Саска Беккер, специализирующийся на хип-хопе и работавший с Идой Корр.

## Чарты
| Страна | Высшая позиция | Сертификация альбома |
| ------ | -------------- | -------------------- |
| Швеция | 1              | Платина              |

## Список композиций
| №   | Название              | Автор(ы)                                     | Продюсеры                              | Длительность |
| --- | --------------------- | -------------------------------------------- | -------------------------------------- | ------------ |
| 1.  | «Easy Come, Easy Go»  | D. Ledinsky, S. Becker                       | Daniel Ledinsky, Saska Becker          | 3:57         |
| 2.  | «Sanningen»           | Joakim Berg                                  | D. Ledinsky, S. Becker                 | 3:41         |
| 3.  | «Nummer»              | D. Ledinsky, Petra Marklund, S. Becker       | D. Ledinsky, S. Becker                 | 4:44         |
| 4.  | «Förlorad Värld»      | D. Ledinsky, P. Marklund, S. Becker          | D. Ledinsky, S. Becker, Salem Al Fakir | 4:59         |
| 5.  | «Kom Tillbaks»        | D. Ledinsky, P. Marklund, S. Becker          | D. Ledinsky, S. Becker                 | 3:30         |
| 6.  | «Fred»                | D. Ledinsky, J. Berg, P. Marklund, S. Becker | D. Ledinsky, S. Becker                 | 3:18         |
| 7.  | «Aska I Vinden»       | D. Ledinsky, J. Berg, S. Becker              | D. Ledinsky, S. Becker                 | 3:20         |
| 8.  | «Vad Som Helst»       | D. Ledinsky, P. Marklund, S. Becker          | D. Ledinsky, S. Becker                 | 3:21         |
| 9.  | «Krig»                | D. Ledinsky, P. Marklund, S. Becker          | D. Ledinsky, S. Becker                 | 3:48         |
| 10. | «Händerna Mot Himlen» | J. Berg                                      | D. Ledinsky, S. Becker                 | 4:00         |
| 11. | «Svarta Moln»         | D. Ledinsky, P. Marklund, S. Becker          | D. Ledinsky, S. Becker                 | 3:38         |